# Clyde Tolson
Clyde Anderson Tolson (Laredo, 22 de mayo de 1900-Washington D. C., 14 de abril de 1975) fue el director asociado del FBI entre 1947 y 1972, responsable del personal y de la disciplina. Fue el asistente del director John Edgar Hoover durante décadas y su protegido. 

## Primeros años y carrera
Tolson nació en Laredo (Misuri) y estudió en la Escuela de Negocios Cedar Rapids (Iowa). Entre 1919 y 1928, fue secretario confidencial para la Secretaría de Guerra durante las administraciones de Newton Baker, John W. Weeks y Dwight F. Davis. Tolson obtuvo un título de grado en la Universidad George Washington en 1925 y un título en Derecho en 1927.
En 1927, fue contratado por el FBI después de haber sido rechazado con anterioridad por la misma oficina. Tolson consideraba el trabajo como una oportunidad para ascender en su bufete legal de Cedar Rapids. Después de trabajar en las oficinas de campo de Boston y Washington D. C., fue ascendido a empleado administrativo jefe y, más tarde, a asistente de dirección en 1930.
En 1936, Tolson, junto con el director J. Edgar Hoover, arrestó al célebre ladrón de bancos Alvin Karpis; más tarde en ese mismo año, se enfrentó en un tiroteo contra el gánster neoyorquino Harry Brunette y, en 1942, participó en la captura de un grupo de saboteadores nazis en Long Island y Florida. En 1947, fue ascendido a Director Asociado del FBI y se dedicó a manejar el presupuesto y la administración en general.

## Últimos años
En 1964, Tolson sufrió un accidente cerebrovascular y, como resultado, su salud estuvo en un estado muy delicado durante el resto de su vida. En 1965, el presidente Lyndon B. Johnson le otorgó una medalla de oro por su "servicio civil federal distinguido" y dijo que Tolson "había sido vital en el aumento de la capacidad de la fuerza de la ley en todos sus niveles y en guiar el FBI hacia nuevos logros a través de períodos de grandes desafíos para la nación". En 1970, aunque Tolson era demasiado mayor para ser policía y ya había sobrepasado su edad de jubilación, Hoover seguía empleándolo en el FBI. 
Se ha dicho que Tolson, en una ocasión, dijo sobre el fiscal general de los Estados Unidos, Robert F. Kennedy: "espero que alguien le dispare y mate a ese hijo de perra".
Cuando Hoover falleció el 2 de mayo de 1972 en Washington D. C., Tolson ocupó por un breve período de tiempo el puesto de Director del FBI, pero al día siguiente fue reemplazado por L. Patrick Gray, designado por el presidente Richard Nixon. Tolson abandonó su trabajo dos semanas más tarde y fue reemplazado por W. Mark Felt como responsable de la carga operativa de la oficina. Después de su partida, su salud comenzó a debilitarse aún más y finalmente falleció el 14 de abril de 1975 por complicaciones derivadas de su diabetes. Tenía 74 años de edad.

## Relación con Hoover

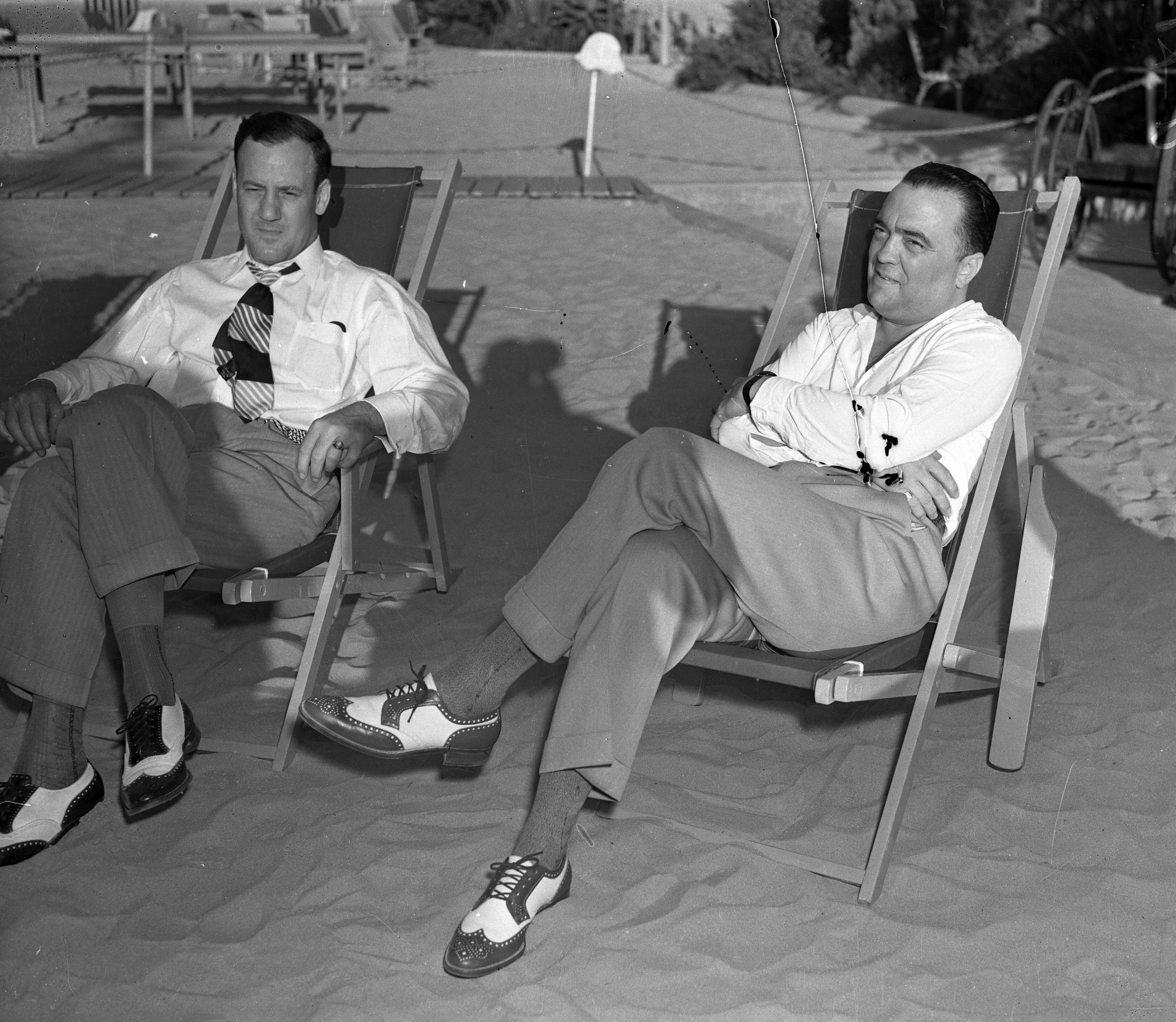
Clyde Tolson (izquierda) con Hoover.

Se ha dicho que J. Edgar Hoover describía a Tolson como su alter ego: trabajaban juntos durante el día, comían juntos, salían durante las noches e incluso se iban de vacaciones juntos. Durante años, circularon rumores sobre una relación romántica entre ambos.
Algunos autores han afirmado e incluso "confirmado" que Hoover era homosexual y mantenía una relación íntima amorosa con Tolson; mientras que otros autores han negado esa relación. Otros trabajos simplemente dan por sentado los rumores sin aportar pruebas contcretas. La película J. Edgar (2011), dirigida por Clint Eastwood, con guion de Dustin Lance Black, luego de consultar los documentos en poder del FBI, sugiere que Hoover mantuvo una relación gay con Tolson, circunstancia que produjo una fuerte irritación dentro del FBI. Cuando Hoover falleció, Tolson heredó su patrimonio de 551.000 dólares, se mudó a su casa y recibió la bandera estadounidense que cubrió el ataúd de Hoover. La tumba de Tolson se encuentra a pocos metros de distancia de la de Hoover en el Congressional Cemetery.

## En la ficción
Tolson ha sido representado en varias ocasiones en obras de ficción, entre las que se destacan: 
- En la película de 2011 J. Edgar, personificado por Armie Hammer.[13]
- En el programa de radio satírico de 2003 J. Edgar, escrito por Harry Shearer y personificado por Kelsey Grammer.[14]
- En la película de 1995 Nixon. personificado por Brian Bedford.[13]
- En la película para televisión de 1992 Citizen Cohn, personificado por Daniel von Bargen.[13]
- En la película para televisión de 1987 Edgar Hoover, personificado por Robert Harper.[13]
- En la película para televisión de 1984 Concealed Enemies, personificado por Ralph Byers.[13]
- En la película de 1977 The Private Files of J. Edgar Hoover, personificado por Dan Dailey.[13]